# Future Cops
 (avril 2020).
Si vous disposez d'ouvrages ou d'articles de référence ou si vous connaissez des sites web de qualité traitant du thème abordé ici, merci de compléter l'article en donnant les références utiles à sa vérifiabilité et en les liant à la section « Notes et références ».
Pour plus de détails, voir Fiche technique et Distribution.
Future Cops (Chao ji xue xiao ba wang) est un film hongkongais réalisé par Wong Jing, sorti en 1993.
Il utilise l'univers et les personnages de la série de jeux vidéo Street Fighter. Dans sa version originale, le film n'utilise toutefois pas les noms des personnages du jeu, ni son histoire.

## Synopsis
En 2043, le Général est fait prisonnier et va passer en jugement. Il envoie ses hommes (Kent, Thai King et Toyota) dans le passé, en 1993, pour retrouver et tuer le futur juge Chan Tai Hung qui le condamnera. Les Future Cops (Ti Man, Guile et Ah-Sing) sont également envoyés en 1993 pour protéger le futur juge, alors encore lycéen. Mais ceux-ci n'ont pas le droit de mentir, sous peine d'être électrocutés.

## Fiche technique
- Titre : Future Cops
- Titre original : Chao ji xue xiao ba wang (超級學校霸王)
- Réalisation : Wong Jing
- Scénario : Wong Jing
- Production : John Higgins
- Musique : Marco Wan | Lee Hon-kam
- Photographie : Andrew Lau (Lau Wai-keung)
- Montage : Poon Hung
- Pays d'origine :  Hong Kong
- Langue originale : cantonais
- Format : Couleurs - 1,85:1 - Mono - 35 mm
- Genre : Action, comédie et science-fiction
- Durée : 95 minutes
- Date de sortie :
  - Hong Kong : 15 juillet 1993

## Distribution
- Andy Lau : Ti Man / Balrog LaCerda
- Jacky Cheung : Broom Man / Guile
- Aaron Kwok : Lung / Ryu
- Ekin Cheng : Kent / Ken
- Chingmy Yau : Chun May / Chun Li
- Dicky Cheung : Chan Tai Hung / Yu Ti Hung / Son Goku
- Charlie Yeung : Choy-Nei / Shizuka
- Andy Chi-On Hui : Kei-On / Gian / Suneo
- Richard Ng : Oncle Richard Yu / Green Wolf / Blanka
- Simon Yam : Ah-Sing / Dhalsim
- Billy Chow : Thai King / Sagat
- Ken Lo : Général / Bison
- William Tuen : Toyota / Honda
- King-Tan Yuen : Chun Dai / Chun Li